# Echinaster tenuispinus
Echinaster tenuispinus is een zeester uit de familie Echinasteridae.
De wetenschappelijke naam van de soort werd in 1871 gepubliceerd door Addison Emery Verrill.